# Міжнародний день астероїда
Міжнародний день астероїда (англ. International Asteroid Day) — свято, яке щорічно відзначається 30 червня (починаючи з 2017 року). Було проголошено Генеральною Асамблеєю ООН на засіданні 6 грудня 2016 року. Рішення було ухвалено за пропозицією Асоціації дослідників космосу (англ. Association of Space Explorers, ASE), яку підтримав Комітет ООН з використання космічного простору в мирних цілях (англ. Committee on the Peaceful Uses of Outer Space, COPUOS). Таким чином ООН розраховує привернути увагу широких верств населення до небезпеки падіння астероїда на Землю.
30 червня обрано як річницю Тунгуського феномена над Сибіром, який стався 30 червня 1908 року
Ініціаторами Дня Астероїда є фізик Стівен Гокінг, режисер Григорій Ріхтерс, виконавчий директор фонду Фонду B612 Даніка Ремі, астронавт НАСА Рассел Швайкарт та Брайан Мей - гітарист гурту Queen та астрофізик. Декларацію Дня Астероїда підписало чимало видатних вчених, технологів, діячів культури, підприємців (серед них - Річард Докінз, Білл Най, Пітер Гебріел, Олексій Леонов, Кіп Торн, Лорд Мартін Ріс, Брайан Кокс та інші).

## Оголошення Дня астероїда
У 2014 році робоча група Дня астероїда створила декларацію, відому як «100X Declaration», яка звертається до всіх учених і технологів, які підтримують ідею порятунку Землі від астероїдів. Декларацію 100X підписали понад 22 000 приватних громадян, включно з тими, хто не є спеціалістами.
Хоча понад 1 000 000 астероїдів можуть вразити Землю , виявлено лише близько одного відсотка. Декларація 100X вимагає збільшення кількості відкриттів астероїдів до 100 000 (або 100x) на рік протягом наступних 10 років. Сподіваємося, що це сприятиме зусиллям щодо подолання можливих страйків. 
Основні три цілі:
Використовуйте доступні технології для виявлення та відстеження навколоземних астероїдів , які загрожують людству, через уряди, приватні та благодійні організації.
Швидке стократне прискорення відкриття та відстеження навколоземних астероїдів до 100 000 на рік протягом наступних десяти років.
Всесвітнє затвердження Дня астероїдів, підвищення обізнаності про небезпеку астероїдів і наші зусилля щодо запобігання зіткненням, 30 червня – завдяки визнанню Організації Об’єднаних Націй цей пункт дії було досягнуто. 
.

## ООН
У лютому 2016 року румунський астронавт Думітру Прунаріу і Асоціація дослідників космосу подала пропозицію до Науково-технічного підкомітету Організації Об'єднаних Націй який був прийнятий підкомітетом, і в червні 2016 року Комітет Організації Об'єднаних Націй з використання космічного простору в мирних цілях включив цю рекомендацію до свого звіту. Звіт комітету був представлений на затвердження 71-й сесії Генеральної Асамблеї Організації Об'єднаних Націй, яка затвердила його 6 грудня 2016 року.